# Вершешть (Нямц)
Вершешть, Вершешті (рум. Verșești) — село у повіті Нямц в Румунії. Входить до складу комуни Джиров.
Село розташоване на відстані 284 км на північ від Бухареста, 10 км на північний схід від П'ятра-Нямца, 86 км на захід від Ясс.

## Населення
За даними перепису населення 2002 року у селі проживали 325 осіб, з них 323 особи (99,4%) румунів. Рідною мовою 324 особи (99,7%) назвали румунську.